# (9422) Kuboniwa
(9422) Kuboniwa est un astéroïde de la ceinture principale.

## Description
(9422) Kuboniwa est un astéroïde de la ceinture principale. Il fut découvert le 13 janvier 1996 à Ōizumi par Takao Kobayashi. Il présente une orbite caractérisée par un demi-grand axe de 2,46 UA, une excentricité de 0,16 et une inclinaison de 1,4° par rapport à l'écliptique.

## Compléments